# Bogdan
Bogdan, Bogudan, Bogodan, Bohdan, Bodan – męskie imię pochodzenia słowiańskiego.

## Budowa oraz znaczenie
Imię Bogdan jest przykładem staropolskiego, złożonego, osobowego imienia dwuczłonowego, które jest reliktem imion pogańskich używanych we wczesnym średniowieczu przez Słowian. Wywodzi się od wyrazów Bóg i dan (czyli dany), tak więc imię to można objaśnić jako „dany przez Boga”. Witold Taszycki zaliczył je do grupy najstarszych polskich imion osobowych .

## Pochodzenie
Jest to jedno z nielicznych imion w językach słowiańskich z elementem -dan, stąd niektórzy badacze przypuszczają, że zostało ono przyjęte przez Słowian od irańskich Scytów, gdzie istniało imię Bagadata mające to samo znaczenie. Także inne imiona słowiańskie ze składnikami Bogu- lub Bogo- (np. Bogumił czy Bogusław) mogą być słowiańskim naśladownictwem irańskich imion używanych w czasach od VI do IV wieku p.n.e., takich jak Bagafarna („mający sławę od Boga”).
Imię Bogdan może też być uznane za słowiański odpowiednik greckiego imienia Teodor oraz łacińskiego Deusdedit mających to samo znaczenie.
W językach ruskich począwszy od XIV wieku zaczęła się pojawiać postać Bohdan ze względu na wschodniosłowiańskie przejście głoski g w h, która stała się po jakimś czasie formą dominującą także na ziemiach polskich. Rodzima forma imienia Bogdan zaczęła być popularna począwszy od XIX wieku, od tego czasu jest zdecydowanie częściej wybierana.
Żeński odpowiednik: Bogdana
Bogdan, Bohdan imieniny obchodzi: 6 lutego, 19 marca, 14 lipca, 17 lipca, 10 sierpnia, 31 sierpnia, 2 września, 9 października, 8 listopada i 10 grudnia.
Podobne imiona: Bogdał, Bogdaj, Bogdasz, Bogodar, Boguchwał, Bogumił, Bogumysław, Bogurad, Bogusąd, Bogusław, Bogwiedz.

## Znane osoby noszące imię Bogdan
- św. Bogdan Leopold Mandić — chorwacki kapucyn i spowiednik, święty katolicki
- Bogdan Augustyn – założyciel KSU, historyk
- Bogdan Augustyniak – reżyser teatralny
- Bogdan Blindow – kiniarz, działacz „Solidarności”
- Bogdan Borusewicz – senator
- Bogdan Chojna – przedsiębiorca
- Bogdan Czabański – pedagog
- Bogdan Czapiewski – pianista
- Bogdan Dowlasz – akordeonista, kompozytor i pedagog
- Bogdan Fiłow – bułgarski archeolog, historyk i polityk
- Bogdan Gajda – bokser
- Bogdan Gajkowski – polski wokalista i kompozytor
- Bogdan Hołownia – muzyk jazzowy
- Bogdan Kalus – aktor
- Bogdan Klich – polityk
- Bogdan Kobułow – funkcjonariusz rosyjskich i radzieckich służb specjalnych
- Bogdan Kondracki – wokalista i producent muzyczny
- Bogdan Lewandowski – polityk
- Bogdan Lis – polityk
- Bogdan Lobonţ – piłkarz rumuński
- Bogdan Miś – dziennikarz naukowy
- Bogdan Ostromęcki – pisarz
- Bogdan Rymanowski – dziennikarz
- Bogdan Sawicki – dziennikarz radiowy i telewizyjny
- Bogdan Marian Sikorski – duchowny katolicki
- Bogdan Suchodolski – filozof, historyk, poseł na Sejm PRL
- Bogdan Śliwa – szachista, 6-krotny mistrz Polski
- Bogdan Święczkowski – prawnik
- Bogdan Tyszkiewicz – działacz sportowy
- Bogdan Wenta – trener reprezentacji Polski w piłkę ręczną
- Bogdan Wojtuś – biskup
- Bogdan Zalewski – dziennikarz
- Bogdan Zdrojewski – polityk

## Znane osoby noszące imię Bohdan
- Bohdan Arct – pilot myśliwski i pisarz
- Bohdan Butenko – rysownik, ilustrator
- Bohdan Chmielnicki – przywódca powstania kozackiego w XVII wieku
- Bohdan Guerquin – architekt
- Bohdan Korzeniewski – reżyser, krytyk i historyk teatru
- Bohdan Lewicki – inżynier budowlany, profesor
- Bohdan Łazuka – piosenkarz i aktor
- Bohdan Petecki – pisarz science fiction
- Bohdan Pniewski – architekt
- Bohdan Smoleń – aktor komediowy, artysta kabaretowy
- Bohdan Stupka – aktor teatralny i filmowy, polityk
- Bohdan Tomaszewski – dziennikarz, komentator sportowy
- Bohdan Wodiczko – dyrygent
- Bohdan Zdziennicki – prezes Trybunału Konstytucyjnego